# Идигов, Тархан Лёмаевич
Тархан Лёмаевич Идигов (род. 29 октября 2000, Ачхой-Мартан, Чечня) — российский боксёр-любитель. Мастер спорта России, член национальной сборной России, чемпион России (2022), серебряный призёр (2021) чемпионата России, обладатель Кубка России 2024 года, чемпион Европы 2024 года, победитель и призёр международных и всероссийских турниров в любителях.

## Биография
Чеченец. Выступает в весовой категории до 67 кг. Тренировался под руководством Умар-Али Кукаева. Занимался в Ачхой-Мартановской детско-юношеской спортивной школе №1 и боксёрском клубе «Ахмат».
На чемпионате России 2021 года Идигов последовательно победил Эдуарда Габитова, Дмитрия Зубко, Эрика Ражева, Алиса Шарифова и пробился в финал, где уступил ставшему чемпионом Евгению Коолю.

## Спортивные результаты
- Чемпионат России по боксу 2021 — ;
- Чемпионат России по боксу 2022 — ;
- Чемпионат России по боксу 2023 — ;
- Кубок России по боксу 2024 — [5];
- Кубок России по боксу 2025 — [6];